# 科德角
科德角（英語：Cape Cod；又译鳕鱼角）是美国東北岸马萨诸塞州東南部伸入大西洋的一个海岬半岛，面积1033平方公里，鄰近波士頓。當地的歷史、海洋特色以及迷人的海灘在夏季吸引了大量游客。
1914年，美国在该半岛与大陆连接处开掘科德角运河，连接了北边的科德角湾和南边的巴泽兹湾，使科德角实际上成为了一个岛屿。

## 旅游

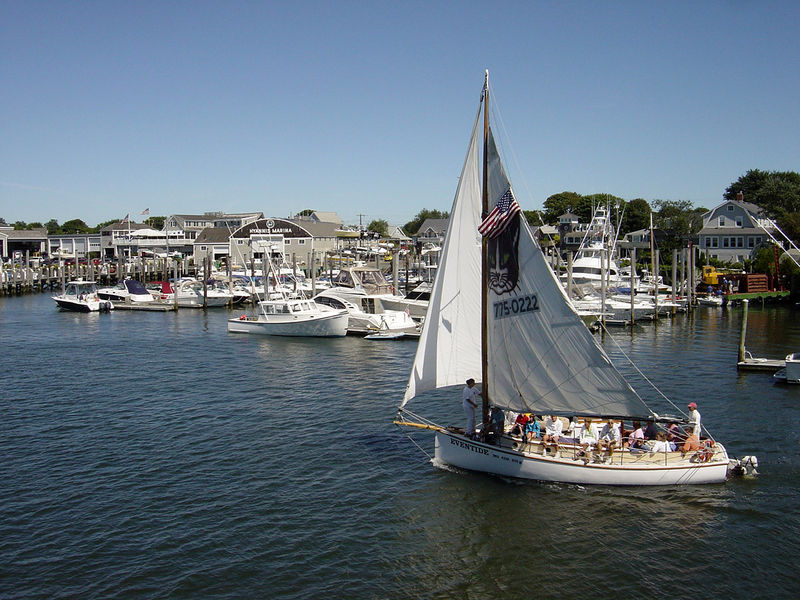
楠塔基特海峡的海恩尼斯港

科德角常年有22万左右的人口，每年夏天都会经历一个旅游旺季，其开始和结束时间大致在阵亡将士纪念日和劳动节之間。许多企业专门针对夏季游客，尽管近年来由於秋老虎而令這個旺季有所延長，使得當地旅館的住宿率降低，劳动节後沒有学龄儿童的來訪者人数以及令老年人的“旺季”有所扩大，将真正的“淡季”縮減至六个或七个月。在20世纪后期，游客和第二套房的所有者在春季和秋季开始越来越多地访问當地，从而淡化了旺季的定义、并使之有所扩展。
普羅溫斯敦靠泊在原始东海岸賞鯨船队（海豚舰队），巡逻斯泰尔瓦根滩国家海洋保护区。该船队保证可以觀賞到鲸鱼（主要是座头鲸、大头鲸、小须鲸、塞鯨和极度濒危的北大西洋露脊鯨），并且是唯一获得联邦资格认证以营救鲸鱼的行动。普罗威斯敦长期以来也被称为艺术殖民地，吸引着作家和艺术家。该镇是科德角参加人数最多的艺术博物馆，普罗威斯敦艺术协会和博物馆的所在地。
科德角是一个备受海滩游客欢迎的目的地：當地的海岸线长559.6英里（900.6）。公共或私人的海滩均很容易到达。科德角有60多个公共海滩，其中许多为非居民提供日泊停车位（夏季）。科德角国家海岸有40英里（64）長的沙滩和许多人行道。
科德角也因其户外活动而广受欢迎，例如沙滩散步、骑自行车、划船、钓鱼、卡丁车、高尔夫球、划皮划艇、小型高尔夫球和独特的购物。科德角有27个公共、每日收费的高尔夫球场和15个私人高尔夫球场。住宿加早餐旅馆或度假屋通常用于供旅客住宿。
每年夏天，在东法尔茅斯的巴恩斯特布爾縣集市会举办Naukabout音乐节，时间通常是在八月的第一个周末。该节日集合当地、区域和国家的才华，以美食、艺术和家庭友好活动串連。科德角一些特别著名的产品和行业，包括蔓越橘、贝类（特别是牡蛎和蛤）和龙虾。

## 外部連結
- Cape Cod Chamber of Commerce （页面存档备份，存于）
- "Geologic History of Cape Cod, Massachusetts" （页面存档备份，存于）, U.S. Geological Survey
- . . 1879.